# Albert Vitali
Albert Vitali (Oberkirch, 26 juni 1955 - 12 juni 2020) was een Zwitsers politicus voor de Vrijzinnig-Democratische Partij.De Liberalen (FDP/PLR) uit het kanton Luzern.

## Biografie
Albert Vitali volgde een schrijnwerkersopleiding. Nadien richtte hij een eigen onderneming op. Van januari 1982 tot december 2001 was hij gemeenteraadslid (wetgevende macht) in zijn geboorteplaats Oberkirch in het kanton Luzern. Vervolgens werd hij in april 1995 lid van de Kantonsraad van Luzern, wat hij bleef tot april 2011. Hij was er fractieleider van zijn partij van april 2003 tot november 2010.
Bij de federale parlementsverkiezingen van 2011 werd hij in de Nationale Raad verkozen, met herverkiezingen in 2015 en in 2019. Hij was actief in de commissie financiën, waarvan hij na de verkiezingen van 2019 voorzitter werd. Op 12 juni 2020 overleed Vitali in functie aan de gevolgen van kanker.
- Base de données des élites suisses: 82675
- Zwitserse Bondsvergadering: 4054